# Acanthoscurria musculosa
Acanthoscurria musculosa är en spindelart som beskrevs av Simon 1892. Acanthoscurria musculosa ingår i släktet Acanthoscurria och familjen fågelspindlar. Inga underarter finns listade i Catalogue of Life.